# Umut (film, 1970)
Pour plus de détails, voir Fiche technique et Distribution.
Umut (en turc : Umut signifie « espoir ») est un film turc réalisé par Yılmaz Güney et Şerif Gören, sorti en 1970.

## Fiche technique
- Titre français : Umut
- Réalisation et scénario : Yılmaz Güney et Şerif Gören
- Pays d'origine : Turquie
- Format : Noir et blanc - 35 mm - Mono
- Genre : drame
- Durée : 100 minutes
- Date de sortie : 1970

## Distribution
- Yilmaz Güney : Cabbar
- Gülsen Alniaçik : Fatma
- Tuncel Kurtiz : Hasan

## Distinctions
Le film a été présenté à la Quinzaine des réalisateurs, en sélection parallèle du festival de Cannes 1971.